# Migration lessepsienne

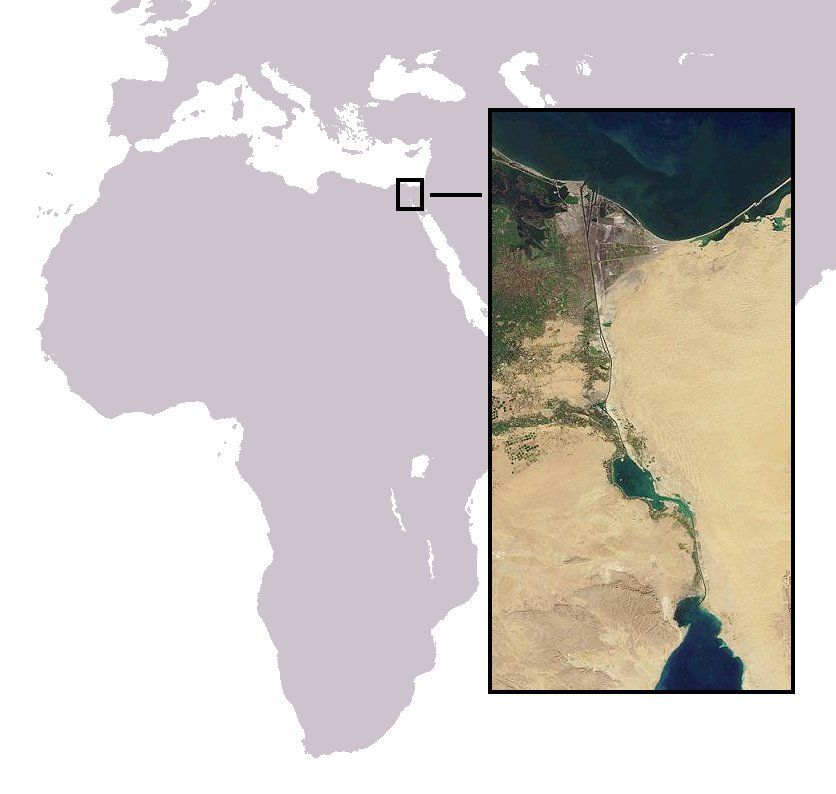
Localisation du canal de Suez.

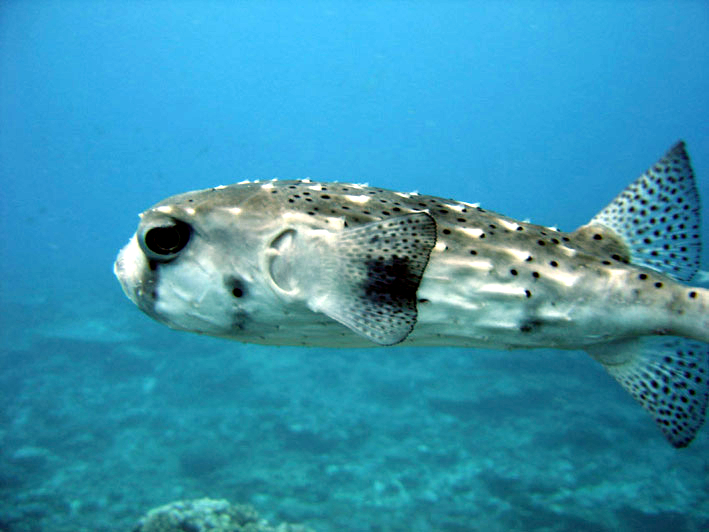
Le diodon hystrix est un des migrants lessepsiens.

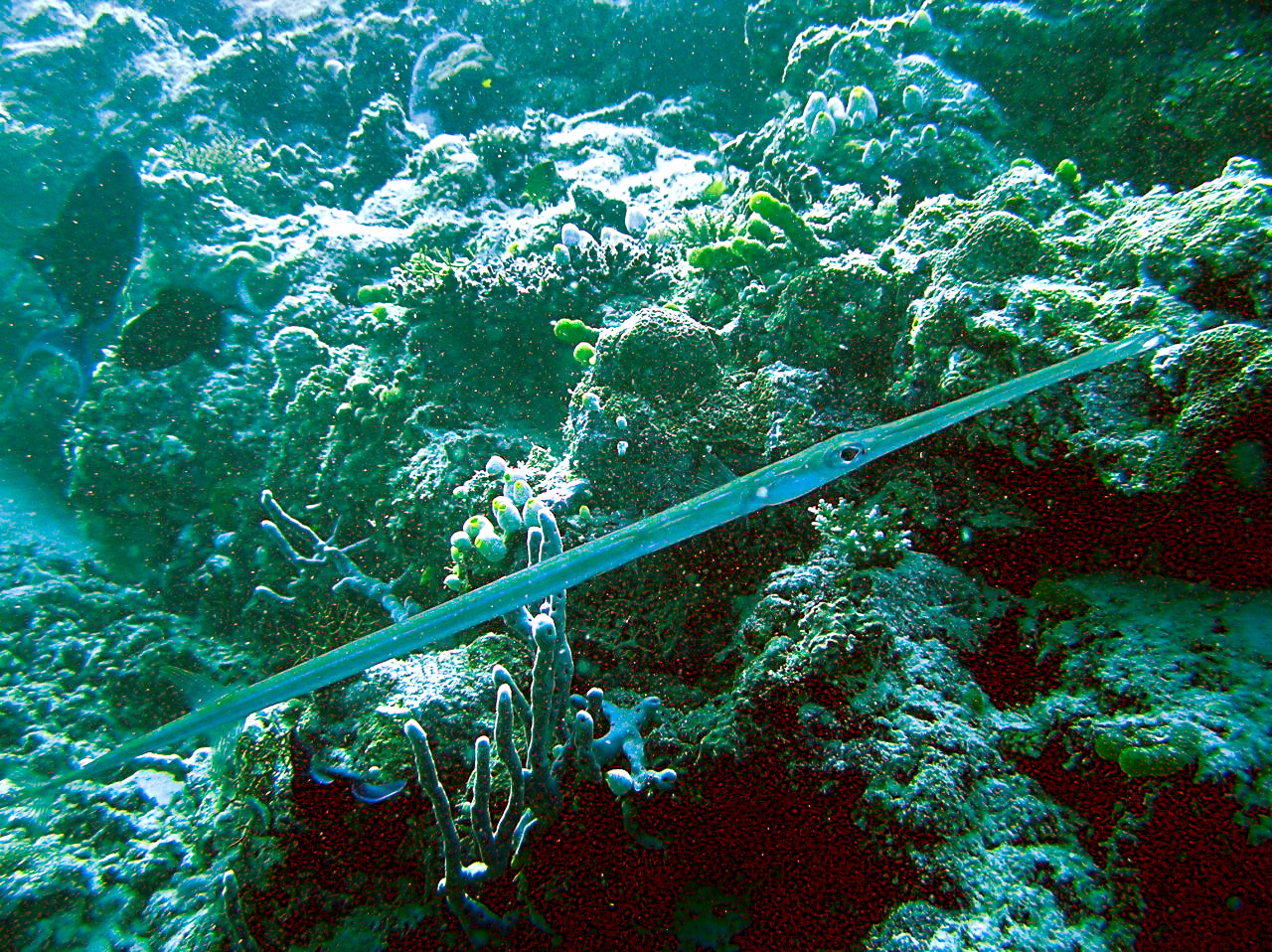
Le fistularia commersonii, un autre migrant lessepsien.

La migration lessepsienne (du nom de Ferdinand de Lesseps, architecte du canal de Suez) est un type de migration animale se faisant de la mer Rouge vers la mer Méditerranée (plus rarement dans l'autre sens) à travers le canal de Suez.
Dans une acception plus large, le terme « migration lessepsienne » peut être utilisé pour décrire n'importe quelle migration animale se faisant par l'intermédiaire des structures artificielles, c'est-à-dire qui ne se seraient pas produites en l'absence de ces structures humaines.

## Historique
L'ouverture du canal de Suez en 1869 a créé une connexion maritime directe entre la mer Méditerranée et la mer Rouge. La mer Rouge est plus haute que la mer Méditerranée orientale, donc le canal fait office de vase communiquant pour l'eau de la mer Rouge, créant un courant en direction de la mer Méditerranée. Le Grand Lac Amer, constitué de marais naturels hypersalins qui font partie du canal, a bloqué cette migration pendant plusieurs décennies, mais comme la salinité des lacs s'est progressivement alignée sur celle de la mer Rouge, la barrière migratoire a disparu et des animaux de la mer Rouge ont commencé à coloniser la mer Méditerranée orientale. La mer Rouge est généralement plus salée et plus pauvre en substances nutritives que l'océan Atlantique et la mer Méditerranée, donc les espèces de la mer Rouge ont souvent des avantages sur celles de la mer Méditerranée orientale, moins salée et plus riche en substances nutritives[pas clair]. En conséquence, la plupart des invasions d'espèces se font de la mer Rouge vers la mer Méditerranée et beaucoup plus rarement dans l'autre sens. La construction du haut barrage d'Assouan sur le Nil dans les années 1960 a réduit l'afflux de limons d'eau douce riches en substance nutritive que le fleuve déversait dans la mer Méditerranée orientale, rapprochant les conditions écologiques de la mer Méditerranée orientale de celles de la mer Rouge, augmentant ainsi l'impact des invasions et facilitant l'établissement de nouvelles espèces.
Les espèces envahissantes de la mer Rouge présentes en mer Méditerranée (de la Méditerranée orientale jusqu'à la Sicile) à cause de la construction du canal sont devenues un composant majeur de l'écosystème méditerranéen et ont des impacts sérieux sur l'écologie méditerranéenne, mettant en danger beaucoup d'espèces locales et endémiques. À ce jour, environ trois-cents espèces normalement typiques de la mer Rouge ont été identifiées en mer Méditerranée (comme l'oursin-diadème de l'indo-pacifique) et il y en a probablement beaucoup d'autres encore non identifiés. L'ouverture du nouveau canal, le 6 août 2015, a soulevé l'inquiétude des biologistes marins qui craignent que ceci ne fasse empirer les invasions d'espèces de la mer Rouge dans la mer Méditerranée, en facilitant le franchissement du canal pour de nouvelles espèces.
Au début du XXIe siècle, les « migrants lessepsiens » représentent environ 4 % de la diversité spécifique de la Méditerranée, et 10 % de la diversité sur le bassin Levantin de la Méditerranée, la transformant en province lessepsienne. La migration se poursuit à un taux de cinq à dix espèces par an.